# Az Autókereskedők – Franciaország epizódjainak listája
Ez a szócikk a Autókereskedők – Franciaország című sorozat epizódjait listázza.
Gerry Blyenberg és Aurelien Letheux klasszikus autókat vesznek és javítanak. Gerry megvásárolja az autókat, Aurelien pedig szépen felújítja amiket Gerry-hoz a műhelybe. Gerry feladata a szükséges alkatrészek beszerzése, később pedig a helyrehozott autók haszonnal történő értékesítése.
Gerry Blyenberg : klasszikus autókat vesz és eladja a feljavított autókat.

Autószerelő : Aurelien Letheux aki megszereli az autókat amit Gerry megvesz.

## Évadáttekintés
| Évad | Évad | Részek száma | Részek száma | Eredeti sugárzás | Eredeti sugárzás | Magyar sugárzás | Magyar sugárzás |
| Évad | Évad | Részek száma | Részek száma | Évadbemutató     | Évadzáró         | Évadbemutató    | Évadzáró        |
| ---- | ---- | ------------ | ------------ | ---------------- | ---------------- | --------------- | --------------- |
|      | 1.   | 10           | 10           | n. a.            | n. a.            | n. a.           | n. a.           |
|      | 2.   | 12           | 12           | n. a.            | n. a.            | n. a.           | n. a.           |
|      | 3.   | 12           | 12           | n. a.            | n. a.            | n. a.           | n. a.           |
|      | 4.   | 12           | 12           | n. a.            | n. a.            | n. a.           | n. a.           |
|      | 5.   | 12           | 12           | n. a.            | n. a.            | n. a.           | n. a.           |

## Évadok és epizódok

### Első évad (2016)

#### Autók
| Epizód | Autómárka                       | Vételár | Végső Költség | A kért ár | Profit/veszteség | Munkaóra | Eredeti premier   |
| ------ | ------------------------------- | ------- | ------------- | --------- | ---------------- | -------- | ----------------- |
| 1      | 1958 Citroen 2CV Az             | £4,000  | £6,310        | £9,000    | +£2,690          | 36       | 2016. október 10. |
| 2      | 1994 BMW M3                     | £8,500  | £10,428       | £12,000   | +£1,572          | 43       | 2016. október 10. |
| 3      | 1976 Alpine A 310 V6            | £14,500 | £19,876       | £23,000   | +£3,124          | 46       | 2016. október 17. |
| 4      | 1973 Morris Mini 850            | £4,200  | £4,425        | £9,000    | +£4,575          | 33       | 2016. október 17. |
| 5      | 1976 Peugeot 504 Coupé V6       | £7,200  | £7,833        | £9,500    | +£1,667          | 39       | 2016. október 24. |
| 6      | 1996 Mazda MX-5                 | £3,400  | £4,488        | £5,500    | +£1,012          | 29       | 2016. október 24. |
| 7      | 1985 Renault Super 5 GT Turbo   | £6,500  | £7,908        | £9,000    | +£1,092          | 31       | 2016. október 31. |
| 8      | 1987 Jeep Wrangler              | £3,800  | £6,769        | £8,500    | +£1,731          | 37       | 2016. október 31. |
| 9      | 1990 Jaguár XJS V12             | £5,500  | £9,285        | £12,000   | +£2,715          | 49       | 2016. november 7. |
| 10     | 1974 Alfa Romeo Alfetta GTV 200 | £6,500  | £8,742        | £8,500    | -£242            | 45       | 2016. november 7. |

#### Autók típusai
1.évad

### Második évad (2017)

#### Autók
| Epizód | Autómárka                               | Vételár | Végső Költség | A kért ár | Profit/veszteség | Munkaóra | Eredeti premier    |
| ------ | --------------------------------------- | ------- | ------------- | --------- | ---------------- | -------- | ------------------ |
| 1      | 1967 Renault 4L                         | £2,500  | £5,105        | £7,000    | +£1,895          | 44       | 2017. október 9.   |
| 2      | 1983 Ranger Over Classic V8             | £13,000 | £16,265       | £18,000   | +£1,735          | 39       | 2017. október 9.   |
| 3      | 1985 Peugeot 2005 GTI                   | £8,500  | £9,625        | £11,500   | +£1,875          | 43       | 2017. október 16.  |
| 4      | 1970 Wolkswagen Combi Westfalia T2      | £15,800 | £25,590       | £30,500   | +£4,910          | 60       | 2017. október 16.  |
| 5      | 1971 Alpine A 110                       | £35,000 | £51,200       | £59,000   | +£7,800          | 55       | 2017. október 23.  |
| 6      | 1967 Mercedes 250 SE                    | £7,500  | £10,145       | £11,500   | +£1,355          | 40       | 2017. október 23.  |
| 7      | 1986 Fiat Panda 4X4                     | £1,500  | £3,430        | £3,800    | +£370            | 39       | 2017. október 30.  |
| 8      | 1965 Ford Mustang Cabriolet             | £23,500 | £26,595       | £32,000   | +£5,405          | 47       | 2017. október 30.  |
| 9      | 1973 Citroen DS 20 Pallas               | £18,000 | £22,218       | £27,000   | +£4,782          | 56       | 2017. november 6.  |
| 10     | 1983 Porsche 944                        | £5,800  | £7,550        | £9,500    | +£1,985          | 47       | 2017. november 6.  |
| 11     | 1970 Peugeot 304 Cabriolet              | £9,000  | £9,853        | £12,500   | +£2,647          | 42       | 2017. november 13. |
| 12     | 1966 Lancia Flavi Coupé Pininfarian 1.8 | £12,000 | £15,019       | £22,500   | +£7,481          | 44       | 2017. november 13. |

#### Autók típusai
2.évad

### Harmadik évad (2008)

#### Autók
| Epizód | Autómárka                                | Vételár | Végső Költség | A kért ár | Profit/veszteség | Munkaóra | Eredeti premier   |
| ------ | ---------------------------------------- | ------- | ------------- | --------- | ---------------- | -------- | ----------------- |
| 1      | 1966 Jaguár Type E                       | £60,000 | £73,300       | £80,000   | +£8,700          | 55       | 2018. október 1.  |
| 2      | 1954 Renault 4CV                         | £3,500  | £7,384        | £8,500    | +£1,116          | 40       | 2018. október 1.  |
| 3      | 1986 Gold GTI Wolkswagen                 | £4,300  | £8,193        | £9,200    | +£1,007          | 42       | 2018. október 8.  |
| 4      | 1976 MG MGB                              | £12,800 | £16,654       | £19,000   | +£2,436          | 36       | 2018. október 8.  |
| 5      | 1970 Citroen 2CV Fourgonnetta            | £4,700  | £8,735        | £11,00    | +£2,265          | 36       | 2018. október 16. |
| 6      | 1989 Lancia Delta HF Intégrale Evolution | £44,000 | £47,135       | £55,000   | +£3,579          | 52       | 2018. október 16. |
| 7      | 1982 Ferrari 308 GTSI 1982               | £60,000 | £63,421       | £67,000   | +£3,579          | 55       | 2018. október 22. |
| 8      | 1992 Honda NSX                           | £47,000 | £49,904       | £55,000   | +£5,096          | 57       | 2018. október 22. |
| 9      | 1963 Wolkswagen Coccinelle               | £7,000  | £14,293       | £16,500   | +£2,207          | 47       | 2018. október 29. |
| 10     | 1982 BMW 323i                            | £11,000 | £14,181       | £18,000   | +£3,819          | 45       | 2018. október 29. |
| 11     | 1968 Peugeot 404                         | £3,800  | £8,618        | £10,500   | +£1,882          | 52       | 2018. november 5. |
| 12     | 1951 Land Rover Series 1                 | £10,000 | £12,028       | £14,000   | +£1,972          | 35       | 2018. november 5. |

#### Autók típusai
3.évad

### Negyedik évad (2018)

#### Autók
| Epizód | Autómárka                           | Vételár | Végső Költség | A kért ár | Profit/veszteség | Munkaóra | Eredeti premier    |
| ------ | ----------------------------------- | ------- | ------------- | --------- | ---------------- | -------- | ------------------ |
| 1      | 1963 Renault Caravelle              | £12,000 | £15,842       | £18,500   | +£2,658          | 45       | 2019. november 14. |
| 2      | 1982 Audi Quattro                   | £39,000 | £43,238       | £48,000   | +£4,762          | 29       | 2019. november 14. |
| 3      | 1965 Chevrolet Corvette C2 Stingray | £60,500 | £64,181       | £71,000   | +£6,819          | 26       | 2019. november 21. |
| 4      | 1970 Renault R8 Gordini             | £34,000 | £38,159       | £42,000   | +£3,841          | 32       | 2019. november 21. |
| 5      | 1983 Porsche 911 SC                 | £35,000 | £44,500       | £48,500   | +£4,000          | 38       | 2019. november 28. |
| 6      | 1973 Alfa Romeo Giulia Coupé        | £17,000 | £22,797       | £27,000   | +£4,203          | 28       | 2019. november 28. |
| 7      | 1955 Renault Clio Williams          | £10,500 | £14,985       | £20,000   | +£5,015          | 43       | 2019. december 5.  |
| 8      | 2000 Subaru Impreza GT              | £9,000  | £14,688       | £16,000   | +£1,312          | 36       | 2019. december 5.  |
| 9      | 1957 Peugeot 2003                   | £4,300  | £7,398        | £10,000   | +£2,602          | 22       | 2019. december 12. |
| 10     | 1978 Toyota Land Cruiser BJ 43      | £4,100  | £11,635       | £13,000   | +£1,365          | 36       | 2019. december 12. |
| 11     | 1973 Ford Capri                     | £3,000  | £6,097        | £10,000   | +£3,903          | 28       | 2019. december 19. |
| 12     | 2002 Maserati 4200 GT               | £20,500 | £23,851       | £26,000   | +£2,139          | 21       | 2019. december 19. |

#### Autók típusai
4.évad

### Ötödik évad (2020-2021)

#### Autók
| Epizód | Autómárka                      | Vételár | Végső Költség | A kért ár | Profit/veszteség | Munkaóra | Eredeti premier    |
| ------ | ------------------------------ | ------- | ------------- | --------- | ---------------- | -------- | ------------------ |
| 1      | 1967 Mercedes Pagode 230 SL    | £67,000 | £68,382       | £73,000   | +£4,618          | 24       | 2020. november 12. |
| 2      | 1981 Renault 5 Turbo           | £70,000 | £82,964       | £95,000   | +£12,036         | 31       | 2020. november 12. |
| 3      | 1990 Ford Sierra Cosworth      | £11,000 | £18,273       | £21,500   | +£3,227          | 35       | 2020. november 19. |
| 4      | 1935 Peugeot 301               | £7,200  | £8,564        | £11,000   | +£2,436          | 33       | 2020. november 19. |
| 5      | 1983 Chevrolet GMC Sierra 1500 | £11,000 | £18,168       | £22,500   | +£4,312          | 40       | 2020. november 26. |
| 6      | 1920 Ford T                    | £14,500 | £15,147       | £18,000   | +£2,853          | 18       | 2020. november 26. |
| 7      | 1964 Simca 1000 Coupé Bertone  | £10,500 | £10,847       | £15,500   | +£4,653          | 24       | 2020. december 3.  |
| 8      | 1980 Citroen Type H            | £10,000 | £21,497       | £27,500   | +£5,703          | 32       | 2020. december 10. |
| 9      | 1974 BMW 2002 Turbo            | £69,000 | £76,265       | £105,000  | +£28,725         | 67       | 2020. december 17. |
| 10     | 1993 Ferrari 348 TS            | £42,000 | £43,729       | £51,000   | +£7,271          | 40       | 2021. február 4.   |
| 11     | 1986 Peugeot P4                | £10,500 | £12,342       | £14,500   | +£2,158          | 16       | 2021. február 11.  |
| 12     | 1973 Datsun 240 Z              | £23,000 | £29,552       | £35,000   | +£5,438          | 26       | 2021. február 18.  |

#### Autók típusai
5.évad

### Hatodik évad (2022)

#### Autók
| Epizód | Autómárka               | Vételár | Végső Költség | A kért ár | Profit/veszteség | Munkaóra | Eredeti premier      |
| ------ | ----------------------- | ------- | ------------- | --------- | ---------------- | -------- | -------------------- |
| 1      | Simca Vedette Chambord  | £       | £             | £         | £                |          | 2022. február 3.     |
| 2      | Opel GT                 | £       | £             | £         | £                |          | 2022. február 10.    |
| 3      | Renault Estafette       | £       | £             | £         | £                |          | 2022. február 17.    |
| 4      | X1-9 Bertone            | £       | £             | £         | £                |          | 2022. február 24.    |
| 5      | Jaguar XK 8             | £       | £             | £         | £                |          | 2022. március 3.     |
| 6      | Renault 21 Turbo        | £7,300  | £9,667        | £         | £                | 18       | 2022. március 10.    |
| 7      | Chevrolet Nova          | £       | £             | £         | £                |          | 2022. március 17.    |
| 8      | BMW Z3                  | £       | £             | £         | £                |          | 2022. március 24.    |
| 9      | Matra Rancho            | £       | £             | £         | £                |          | 2022. március 31.    |
| 10     | Renault Twingo          | £       | £             | £         | £                |          | 2022. április 7.     |
| 11     | Rolls Royce Silver Dawn | £       | £             | £         | £                |          | 2022. Szeptember 6.  |
| 12     | Renault Spider          | £       | £             | £         | £                |          | 2022. szeptember 13. |
| 13     | Honda CRX               | £       | £             | £         | £                |          | 2022. szeptember 20. |
| 14     | Formule 2 Marcadier     | £       | £             | £         | £                |          | 2022. szeptember 27. |

#### Autók típusai
6.évad

### Hetedik évad (2022-2023)

#### Autók
| Epizód | Autómárka             | Vételár | Végső Költség | A kért ár | Profit/veszteség | Munkaóra | Eredeti premier      |
| ------ | --------------------- | ------- | ------------- | --------- | ---------------- | -------- | -------------------- |
| 1      | BMW M3 E30            | £55,000 | £62,191       | £         | £                | 29       | 2022. szeptember 29. |
| 2      | Ford Thunderbird      | £       | £             | £         | £                |          | 2022. október 4.     |
| 3      | Lotus Elise           | £18,700 | £24,179       | £         | £                | 47       | 2022. október 11.    |
| 4      | Jeep Cherokee         | £       | £             | £         | £                |          | 2022. október 17.    |
| 5      | Mercedes 500 SL       | £       | £             | £         | £                |          | 2022. október 25.    |
| 6      | Matra 530             | £       | £             | £         | £                |          | 2022. november 8.    |
| 7      | Porsche 218 Standard  | £       | £             | £         | £                |          | 2022. november 15.   |
| 8      | Mercedes Class G      | £       | £             | £         | £                |          | 2022. november 22.   |
| 9      | Talbot Sunbeam Lotus  | £       | £             | £         | £                |          | 2022. november 29.   |
| 10     | Porsche Cayenne       | £       | £             | £         | £                |          | 2022. december 6.    |
| 11     | Peugeot 206 S16       | £       | £             | £         | £                |          | 2022. december 13.   |
| 12     | Hummer                | £       | £             | £         | £                |          | 2023. május 15.      |
| 13     | Peugeot 403 Cabriolet | £       | £             | £         | £                |          | 2023. május 23.      |
| 14     | Citroën Visa Chrono   | £       | £             | £         | £                |          | 2023. május 29.      |

#### Autók típusai
7.évad